# 벳푸촌 (사이타마현)
벳푸촌(別府村)은 사이타마현의 북부, 하라군·오사토군에 속했던 촌이다. 

## 역사
- 1889년 4월 1일 - 정촌제 시행에 수반해 하라군 벳푸촌이 성립하였다
- 1896년 3월 29일 - 오사토군이 한자와군·오부스마군과 합병해, 오사토군 벳푸촌이 되었다.
- 1954년 11월 3일 - 나라촌, 미시리촌과 함께 구마가야시에 편입되어 소멸하였다.